# 卡里马先蒿
卡里马先蒿（学名：Pedicularis kariensis）为列当科马先蒿属的植物，为中国的特有植物。分布在中国大陆的云南等地，生长于海拔4,000米的地区，多生在多石而湿润的草地上，目前尚未由人工引种栽培。